# Birkhadem
Bir Khadem (în arabă بئر خادم) este o comună din provincia Alger, Algeria.
Populația comunei este de 77.749 locuitori (2008).